# Kelsey Card
Kelsey Card (* 20. August 1992 in Springfield, Illinois) ist eine ehemalige US-amerikanische Leichtathletin, die sich auf den Diskuswurf spezialisiert hat.

## Sportliche Laufbahn
Kelsey Card wuchs in Plainview in Illinois auf und studierte von 2011 bis 2016 an der University of Wisconsin–Madison. Erste internationale Erfahrungen sammelte sie bei den Panamerikanischen Juniorenmeisterschaften 2011 in Miramar, bei denen sie mit einer Weite von 15,03 m die Bronzemedaille im Kugelstoßen gewann. 2014 siegte sie bei den U23-NACAC-Meisterschaften in Kamloops mit 17,32 m im Kugelstoßen sowie mit 53,82 m auch im Diskuswurf. Im Jahr darauf belegte sie bei den Panamerikanischen Spielen in Toronto mit 57,00 m den siebten Platz im Diskuswurf und 2016 wurde sie NCAA-Collegemeisterin im Diskuswurf. Zudem nahm sie im selben Jahr an den Olympischen Sommerspielen in Rio de Janeiro teil und schied dort mit 56,41 m in der Qualifikationsrunde aus. 2019 belegte sie bei den Panamerikanischen Spielen in Lima mit 58,94 m den siebten Platz und anschließend verpasste sie bei den Weltmeisterschaften in Doha mit 61,32 m den Finaleinzug. 2021 nahm sie erneut an den Olympischen Sommerspielen in Tokio teil und schied dort mit 56,04 m erneut in der Qualifikationsrunde aus, woraufhin sie ihre aktive sportliche Karriere im Alter von 29 Jahren beendete.

## Persönliche Bestleistungen
- Kugelstoßen: 18,56 m, 6. Mai 2016 in Madison
- Diskuswurf: 61,67 m, 13. Mai 2016 in Lincoln